# Список померлих 2000 року
Це список значимих людей, що померли 2000 року, упорядкований за датою смерті.

## Січень
1 січня — Соловйов Олександр Іванович, радянський і російський актор театру, кіно і дубляжу, кінорежисер (*1952)
2 січня — Марія де лас Мерседес де Бурбон-Сицилійська, іспанська принцеса з дому Сицилійських Бурбонів, графиня Барселонська, мати короля Хуана Карлоса I (*1910)
3 січня — Пак Ду-ул, дружина засновника Samsung Group Лі Бьон Чхоля (*1907)
3 січня — Колотов Віктор Михайлович, російський та український радянський футболіст, футбольний тренер (*1949)
4 січня — Дітер Кребс, німецький актор, артист кабаре та комік (*1947)
7 січня — Клаус Веннеманн, німецький актор (*1940)
7 січня — Гарі Олбрайт, американський професійний реслер (*1963)
7 січня — Есамбаєв Махмуд Алісултанович, радянський артист балету, естрадний танцівник, актор (*1924)
15 січня — Желько Ражнатович, сербський діяч кримінального світу, воєнний злочинець, політик (*1952)
15 січня — Іванов Сергій Петрович, радянський і український кіноактор (*1951)
16 січня — Іскак Дармо Сувірьо, індонезійський комік (*1933)
16 січня — Вікар-ун-Ніса Нун, дружина прем'єр-міністра Пакистану Фероза Хан Нуна (*1920)
17 січня — Хюсейн Веліоглу, лідер курдської Хезболли (*1952)
19 січня — Беттіно Краксі, Голова Ради Міністрів Італії з 1983 до 1987 року (*1934)
19 січня — Геді Ламар, австрійсько-американська акторка та винахідниця (*1914)
19 січня — Фредерік Герцберг, американський психолог, професор, вихователь, соціолог, економіст (*1923)
24 січня — Перфілов Лев Олексійович, радянський та український актор театру та кіно (*1933)
25 січня — Трам Ту Тхієнг, південнов'єтнамський музикант (*1937)
26 січня — Дон Бадж, американський тенісист (*1915)

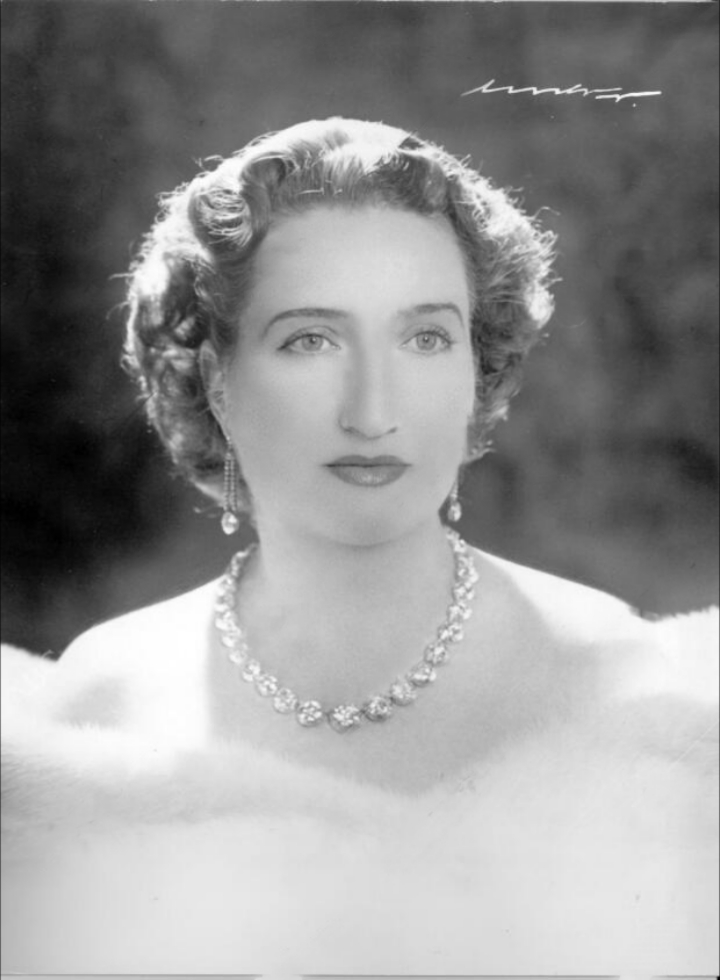
Марія де лас Мерседес де Бурбон-Сицилійська
Беттіно Краксі
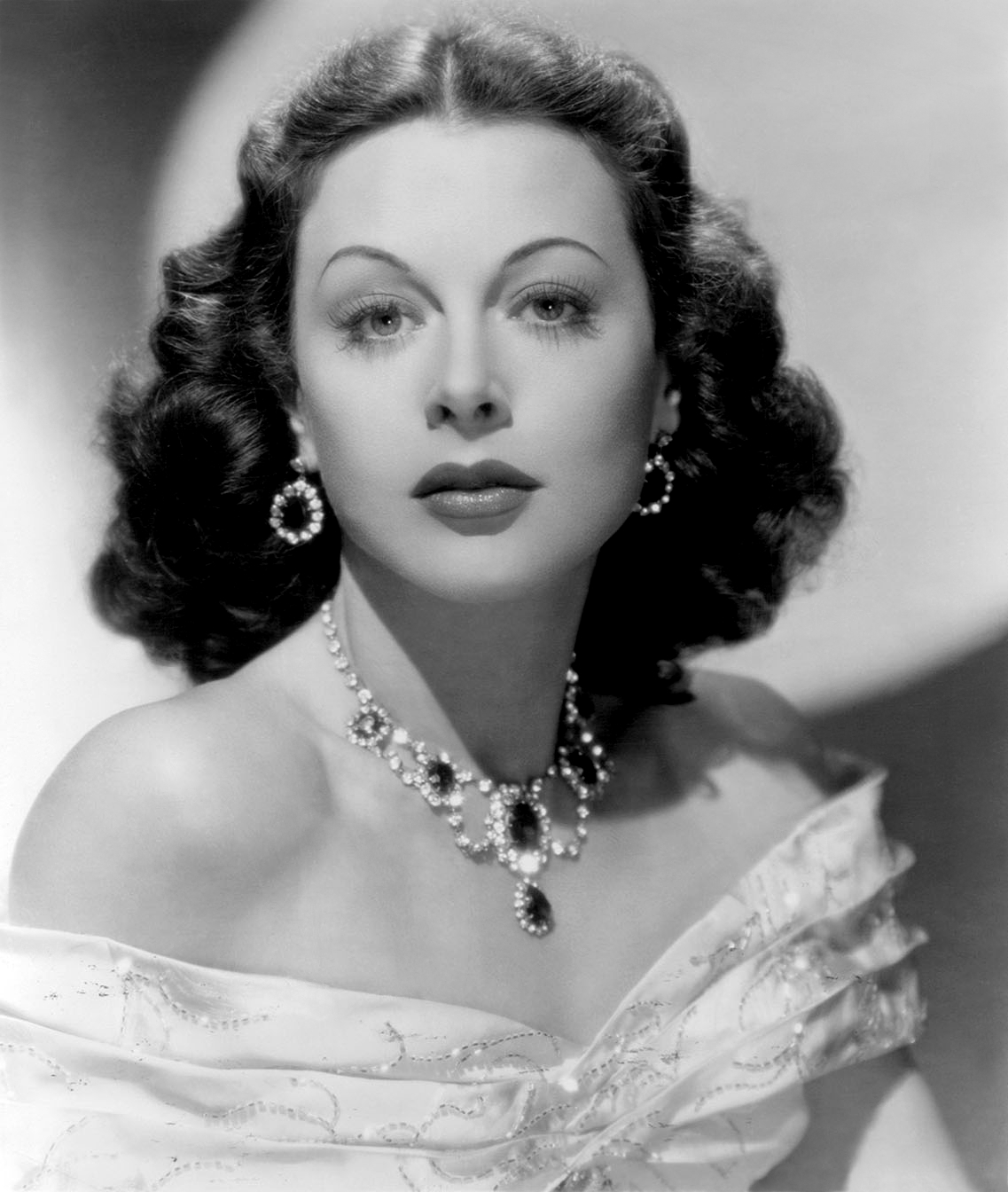
Геді Ламар

## Лютий
2 лютого — Яцек Янчарський, польський письменник, драматург, сатирик, кіносценарист (*1945)
2 лютого — Міямото Терукі, японський футболіст (*1940)
5 лютого — Горан Тунстрьом, шведський письменник (*1937)
5 лютого — Лупиніс Анатолій Іванович, український політичний та громадський діяч, дисидент, політв'язень (*1937)
7 лютого — Big Pun, репер пуерториканського походження (*1971)
8 лютого — Деррік Томас, гравець в американський футбол (*1967)
9 лютого — Ясуо Араі, японський комік і актор (*1928)
10 лютого — Джим Варні, американський актор (*1949)
10 лютого — Цзі Пенфей, китайський державний і політичний діяч, дипломат (*1910)
11 лютого — Роже Вадим, французький кінорежисер, сценарист, актор, журналіст (*1928)
12 лютого — Дороті Стенг, бразильська монахиня, жертва вбивства (*1931)
12 лютого — Том Лендрі, американський футбольний тренер (*1924)
12 лютого — Чарльз М. Шульц, американський художник-мультиплікатор, карикатурист (*1922)
16 лютого — Ліля Кедрова, французька актриса російського походження (*1918)
17 лютого — Іффат бінт Мухаммед Аль Тунаян, саудівська принцеса, дружина короля Фейсала (*1916)
19 лютого — Губенко Валерій Олександрович, український військовий діяч, генерал армії України (*1939)
19 лютого — Фріденсрайх Гундертвассер, австрійський художник, дизайнер та архітектор (*1928)
20 лютого — Собчак Анатолій Олександрович, російський політичний діяч (*1937)
21 лютого — Апанович Олена Михайлівна, українська історикиня, архівістка, письменниця (*1919)
23 лютого — Офра Хаза, ізраїльська естрадна співачка, авторка пісень і актриса (*1957)
23 лютого — Стенлі Метьюз, англійський футболіст (*1915)
25 лютого — Димитрій (Ярема), патріарх Київський і всієї України Української автокефальної православної церкви (*1915)
26 лютого — Паламарчук Максим Мартинович, український економгеограф та економіст (*1916)
26 лютого — Франц Фукс, австрійський терорист (*1949)
27 лютого — Левтова Марина Вікторівна, радянська і російська кіноактриса (*1959)

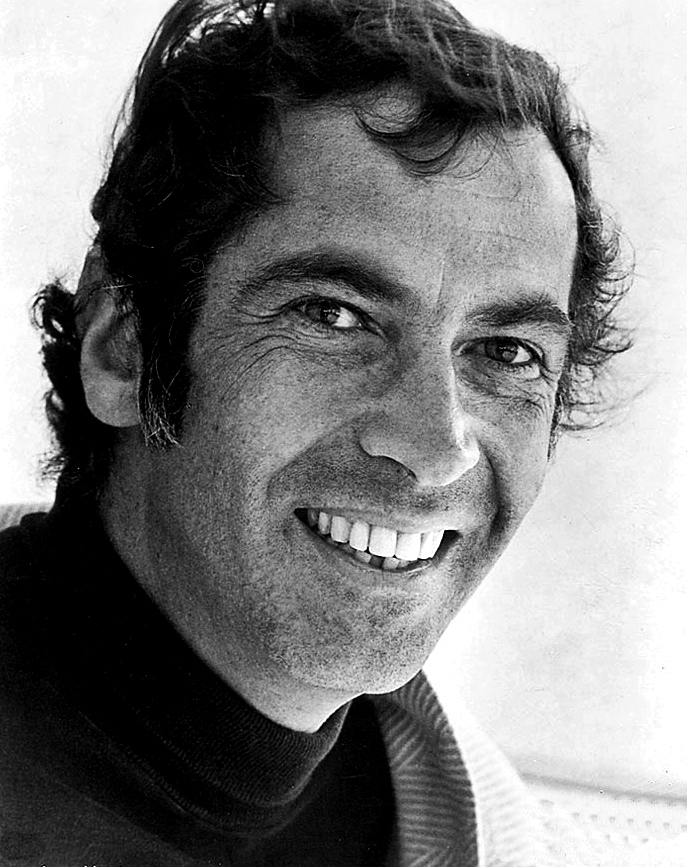
Роже Вадим
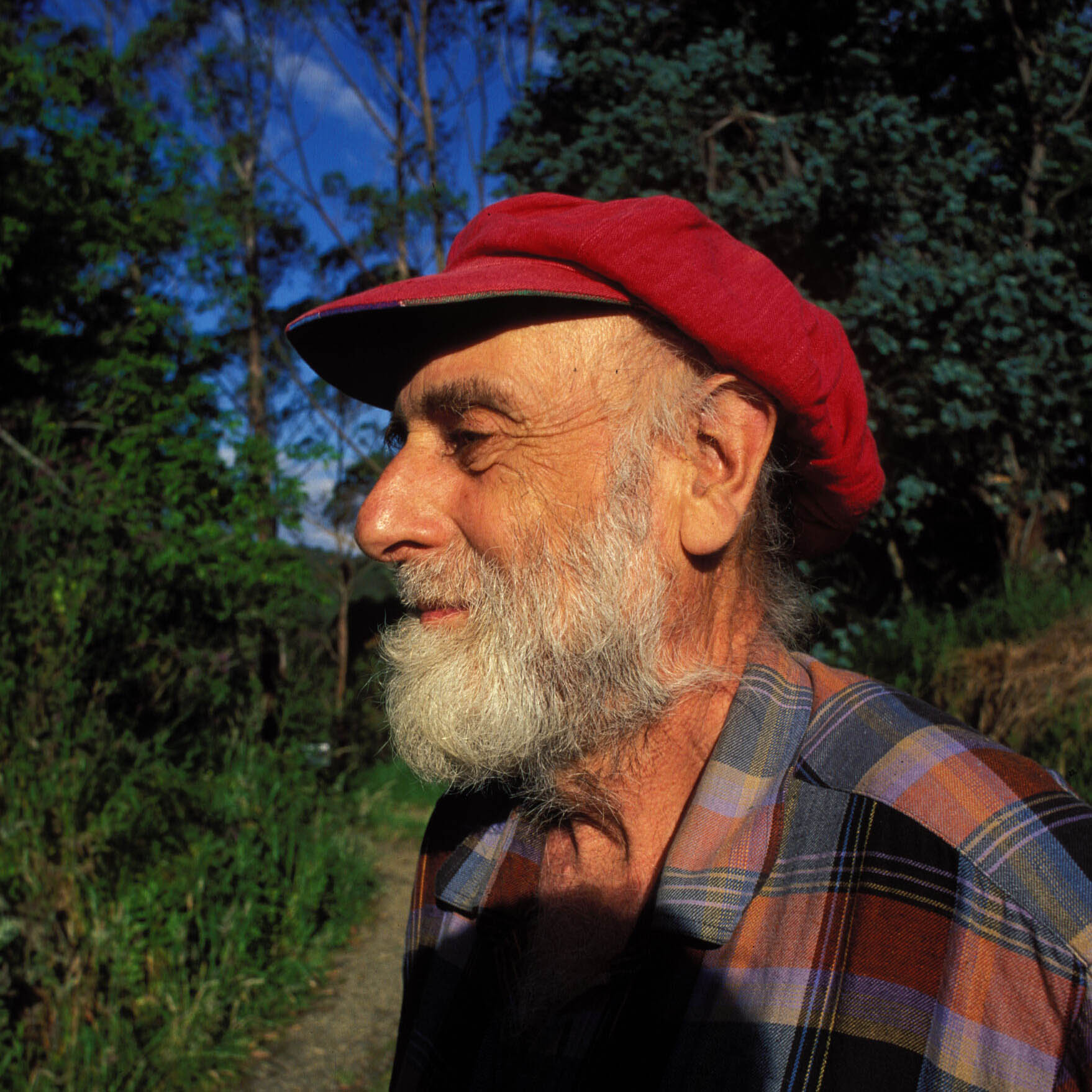
Фріденсрайх Гундертвассер
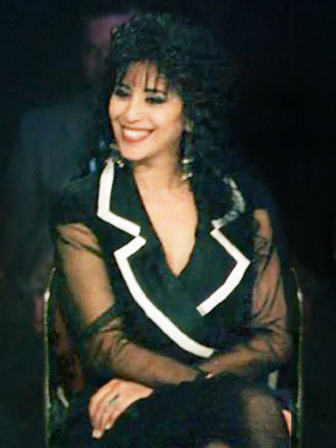
Офра Хаза

## Березень
1 березня — Мун Чон Сук, південнокорейська актриса (*1927)
5 березня — Лоло Феррарі, французька танцівниця, порноакторка, акторка та співачка (*1963)
7 березня — Ніномія Хірокадзу, японський футболіст (*1917)
11 березня — Х. Б. Яссін, індонезійський письменник і літературознавець (*1917)
12 березня — Мисько Еммануїл Петрович, український скульптор (*1929)
14 березня — К. Джером, французький співак (*1946)
15 березня — Рану Мукерджі, індійська меценатка, муза Рабіндраната Тагора (*1906/1907)
19 березня — Шафік-ур-Рахман, пакистанський письменник-гуморист (*1920)
20 березня — Йохан Антьєренс, бельгійський журналіст, оглядач, публіцист, критик і письменник (*1937)
22 березня — Похльобкін Вільям Васильович, радянський і російський історик, геральдист, географ, журналіст (*1923)
27 березня — Іен Дьюрі, англійський співак, автор пісень і актор (*1942)
28 березня — Аб Абспоель[nl], нідерландський актор (*1925)
30 березня — Рудольф Кірхшлегер, президент Австрії у 1974—1986 роках (*1915)

## Квітень
2 квітня — Томмазо Бушетта, сицилійський мафіозі та інформатор (*1928)
3 квітня — Теренс Маккенна, американський автор, філософ, етноботанік, містик (*1946)
4 квітня — Мірко Саріч, аргентинський футболіст хорватського походження (*1978)
5 квітня — Нематолла Горджі, іранський актор театру та кіно грузинського походження (*1926)
5 квітня — Каніка Банерджі, бенгальська співачка (*1924)
6 квітня — Мохаммед Алі Фардін, іранський актор, кінорежисер і борець вільного стилю (*1931)
6 квітня — Князєв Ігор Борисович, київський кримінальний авторитет (*1959)
6 квітня — Хабіб Бурґіба, президент Тунісу (1957—1987) (*1903)
6 квітня — Піт Хендрікс[nl], нідерландський актор і комік (*1918)
7 квітня — Броєрі, індонезійський співак і актор (*1942)
8 квітня — Клер Тревор, американська акторка (*1910)
10 квітня — Ларрі Лінвілл, американський актор (*1939)
13 квітня — Джорджо Бассані, італійський письменник, поет і політик (*1916)
15 квітня — Зішан Хайдер Джаваді, індійський ісламський учений, релігійний лідер, оратор, тлумач Корану, поет урду, історик і філософ шиїтського ісламу (*1938)
16 квітня — Енн Муй, гонконгська співачка та актриса (*1959)
16 квітня — Моше Пелед, ізраїльський воєначальник (*1925)
16 квітня — Хаяті Хамзаоглу, турецький актор (*1933)
17 квітня — Глєбов Петро Петрович, російський радянський актор театру і кіно (*1915)
19 квітня — Кім Бок-дон, південнокорейський політик (*1933)
20 квітня — Роберт Мозус[nl], бельгійський співак і перкусіоніст (*1970)
22 квітня — Тун Херманс[en], відомий голландський комік, співак і письменник (*1916)
25 квітня — Ларіонова Алла Дмитрівна, радянська і російська кіноактриса (*1931)
29 квітня — Антоніо Буеро Вальєхо, іспанський драматург (*1916)
29 квітня — Фам Ван Донг, прем'єр-міністр В'єтнаму в 1955—1987 роках (*1906)

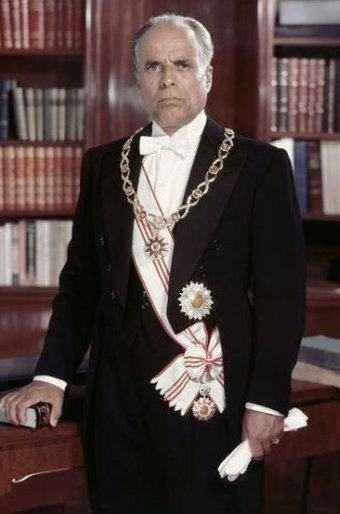
Хабіб Бурґіба

## Травень

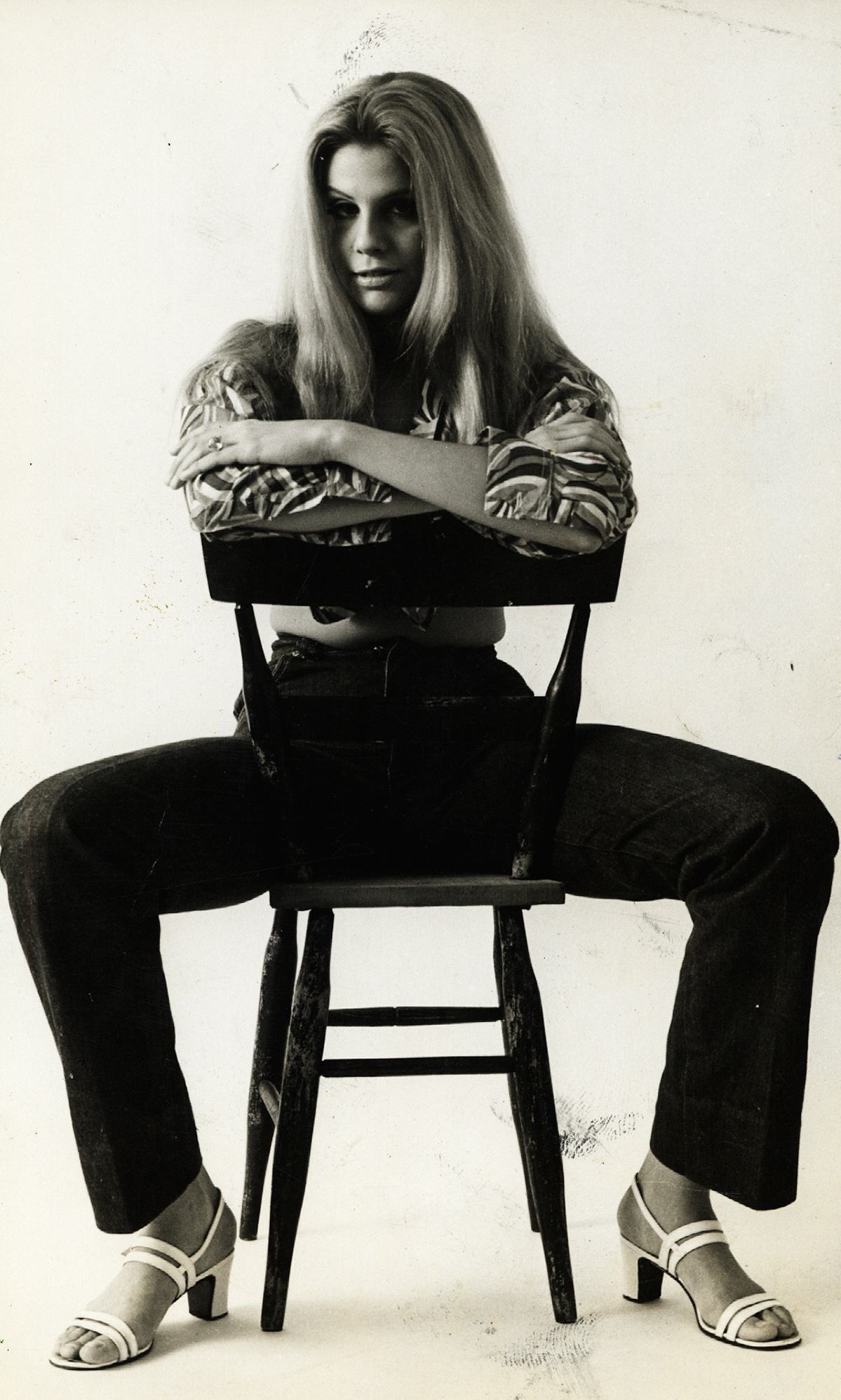
Сандра Бреа
Джино Барталі
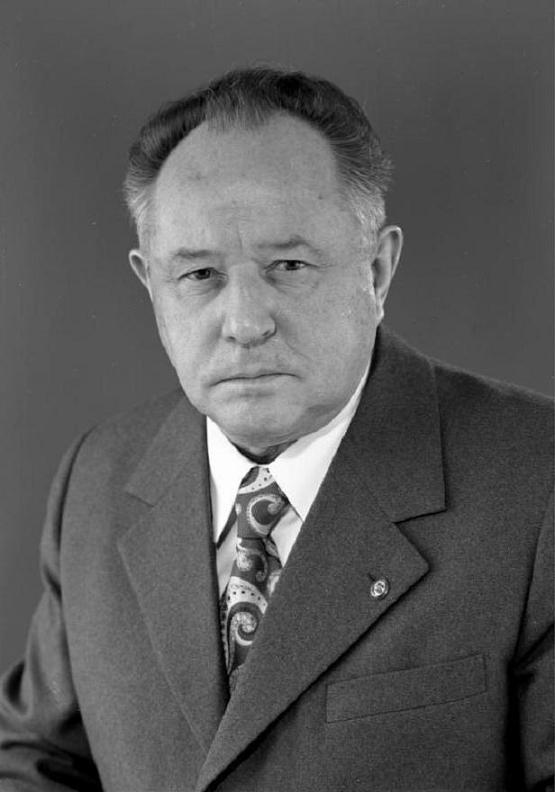
Еріх Мільке
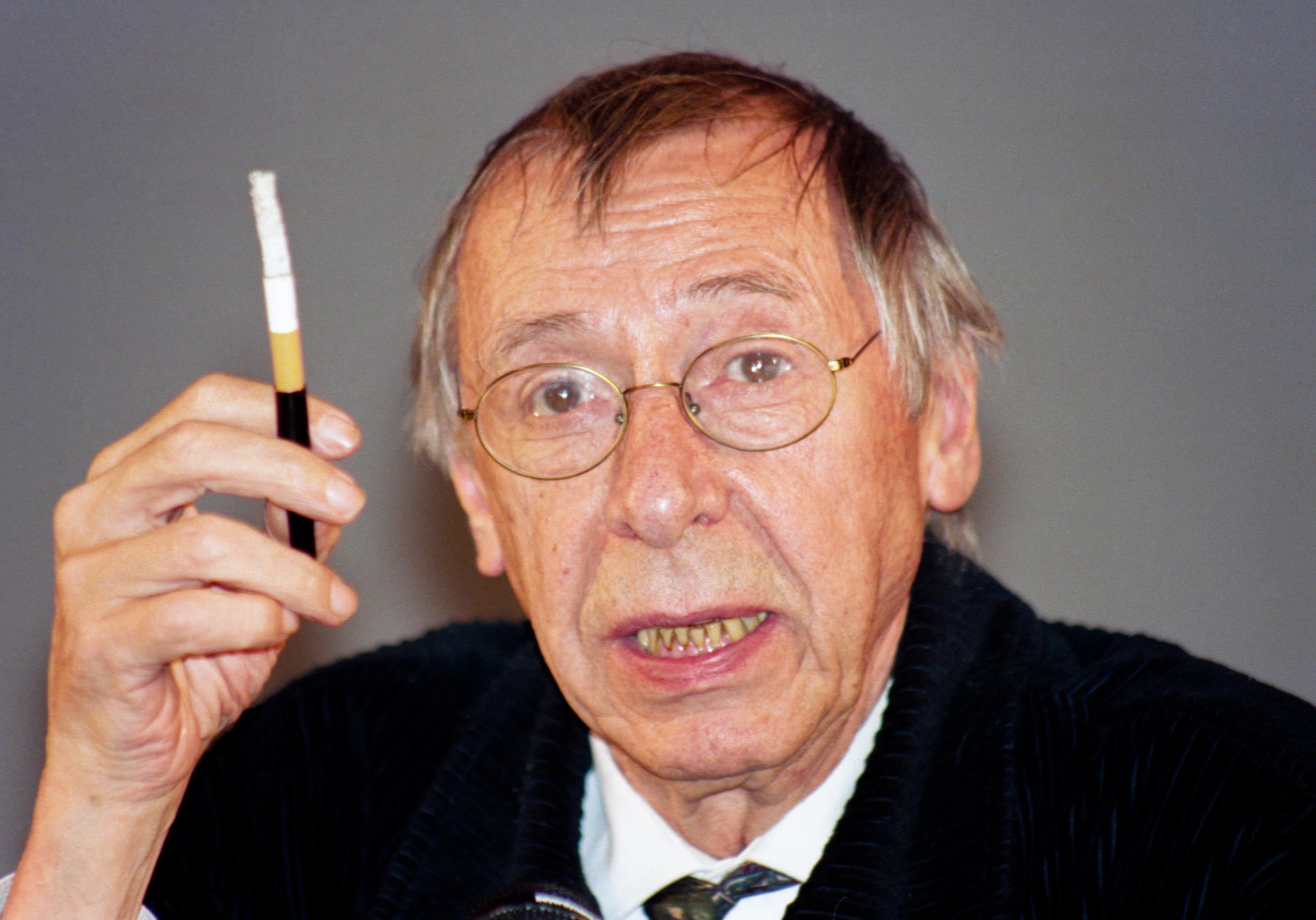
Олег Єфремов
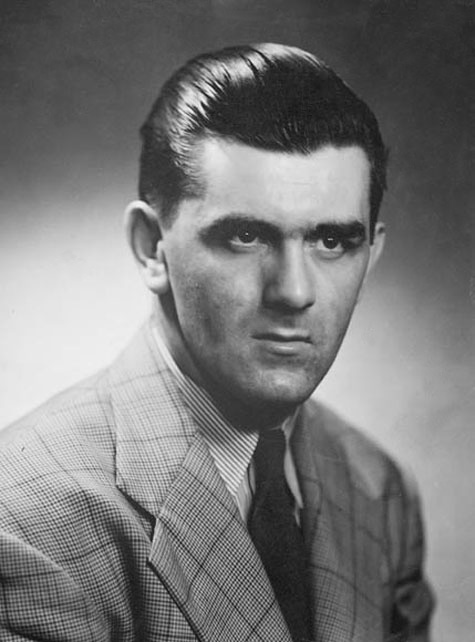
Моріс Рішар
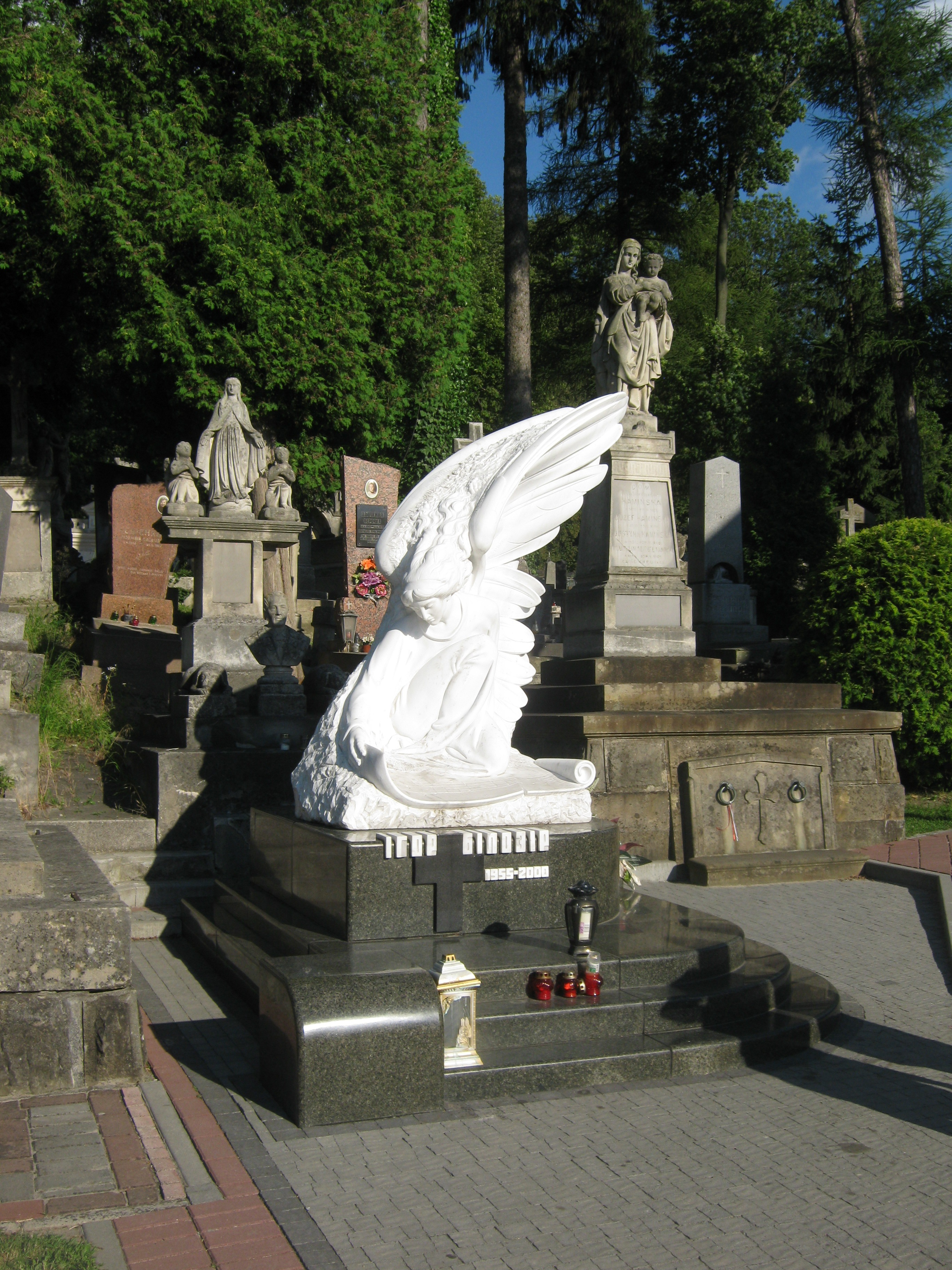
Ігор Білозір

1 травня — Стів Рівз, американський культурист і актор (*1926)
4 травня — Сандра Бреа, бразильська актриса (*1952)
4 травня — Ахієзер Олександр Ілліч, український фізик-теоретик (*1911)
5 травня — Губаренко Віталій Сергійович, український композитор (*1934)
5 травня — Джино Барталі, італійський велогонщик (*1914)
7 травня — Дуглас Фербенкс мол., американський актор, продюсер і військовий (*1909)
8 травня — Кутуку Юбер Мага, 1-й президент Республіки Дагомея (1960—1963) (*1916)
10 травня — Кането Сіодзава, японський актор (*1954)
11 травня — Паула Весселі, австрійська акторка театру і кіно, кінопродюсерка (*1907)
13 травня — Джамбо Цурута, японський професійний борець (*1951)
13 травня — Нодзава Акіра, японський футболіст (*1914)
14 травня — Кейдзо Обуті, прем'єр-міністр Японії (1998—2000) (*1937)
15 травня — Геста Прюзеліус, шведський актор (*1922)
18 травня — Юсуф Лудхіанві, пакистанський мусульманський учений-суніт і громадський діяч (*1932)
21 травня — Барбара Картленд, англійська письменниця (*1901)
21 травня — Джон Гілгуд, британський актор театру і кіно (*1904)
21 травня — Еріх Мільке, державний діяч Східної Німеччини, міністр державної безпеки НДР в 1957—1989 рр. (*1907)
23 травня — Мішарі бін Абдулазіз Аль Сауд, саудівський бізнесмен і член династії Саудитів (*1932)
24 травня — Єфремов Олег Миколайович, російський актор ерзянського походження, режисер і театральний діяч (*1927)
24 травня — Маджрух Султанпурі, індійський поет урду та автор саундтреків до боллівудських фільмів (*1919)
27 травня — Мюррей Маклехоуз, барон Маклехоуз Беочський, губернатор Гонконгу з 1971 по 1982 рік (*1917)
27 травня — Моріс Рішар, канадський хокеїст (*1921)
28 травня — Мараден Пангабіан, індонезійський генерал (*1922)
28 травня — Білозір Ігор Йосипович, український композитор, музикант, лідер ВІА «Ватра» (*1955)
30 травня — Дайсуке Іноуе, японський співак, композитор, автор пісень і музикант (*1941)
30 травня — Рам Вілас Шарма, індійський письменник (*1912)
31 травня — Тіто Пуенте, американський джазовий музикант, автор пісень та продюсер пуерториканського походження (*1923)
- Сандра Бреа
- Джино Барталі
- Еріх Мільке
- Олег Єфремов
- Моріс Рішар
- Ігор Білозір

## Червень
2 червня — Тім Лопес, бразильський журналіст і продюсер (*1950)
2 червня — Федоров Святослав Миколайович, радянський і російський офтальмолог (*1927)
3 червня — Мертон Міллер, американський економіст, лауреат Нобелівської премії з економіки 1990 (*1923)
4 червня — Кано Такасі, японський футболіст (*1920)
5 червня — Жоау Ногейра, бразильський співак і композитор (*1941)
5 червня — Хушанг Гольширі, іранський письменник, критик, редактор і громадський діяч (*1938)
6 червня — Александер Еверт Кавіларанг, індонезійський військовик (*1920)
6 червня — Фредерік Дард, французький письменник (*1921)
10 червня — Ромуло Арантес, бразильський плавець (*1957)
10 червня — Хафез аль-Асад, президент Сирії з 1971 по 2000 р. (*1930)
12 червня — Пурушоттам Лаксман Дешпанде, індійський письменник (*1919)
15 червня — Кім Хван Сон, південнокорейський співак (*1981)
15 червня — Горін Григорій Ізраїльович, радянський і російський драматург, прозаїк, письменник-сатирик, сценарист (*1940)
15 червня — Міна Урган, турецька письменниця
16 червня — Кодзюн, японська імператриця, дружина імператора Хірохіто, мати імператора Акіхіто (*1903)
19 червня — Такесіта Нобору, прем'єр-міністр Японії (1987—1989) (*1924)
22 червня — Кедарнатх Агарвал, індійський поет і письменник (*1911)
22 червня — Чжао Їді, коханка і друга дружина китайського воєначальника Чжан Сюеляна (*1912)
23 червня — Ген Бяо, чиновник Комуністичної партії Китаю, політик, державний діяч (*1909)
23 червня — Енріко Куччіа, італійський банкір (*1907)
23 червня — Шаукат Акбар, бангладешський кіноактор (*1937)
24 червня — Родріго, аргентинський співак (*1973)
25 червня — Вілсон Сімонал, бразильський співак і композитор (*1938)
26 червня — Стіг Енгстрем, шведський графічний дизайнер, підозрюваний у вбивстві прем'єр-міністра Улофа Пальме (*1934)
28 червня — Нільс Поппе, шведський актор, комік, режисер, сценарист і театральний менеджер (*1908)
28 червня — Юзеф Тішнер, польський католицький священник та філософ (*1931)
29 червня — Вітторіо Ґассман, італійський кіноактор (*1922)
29 червня — Коен Флінк[nl], нідерландський актор (*1932)

Святослав Федоров
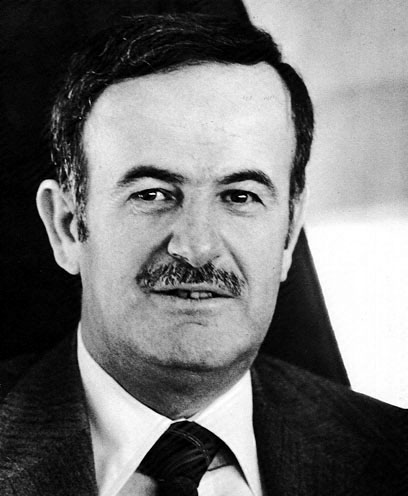
Хафез аль-Асад
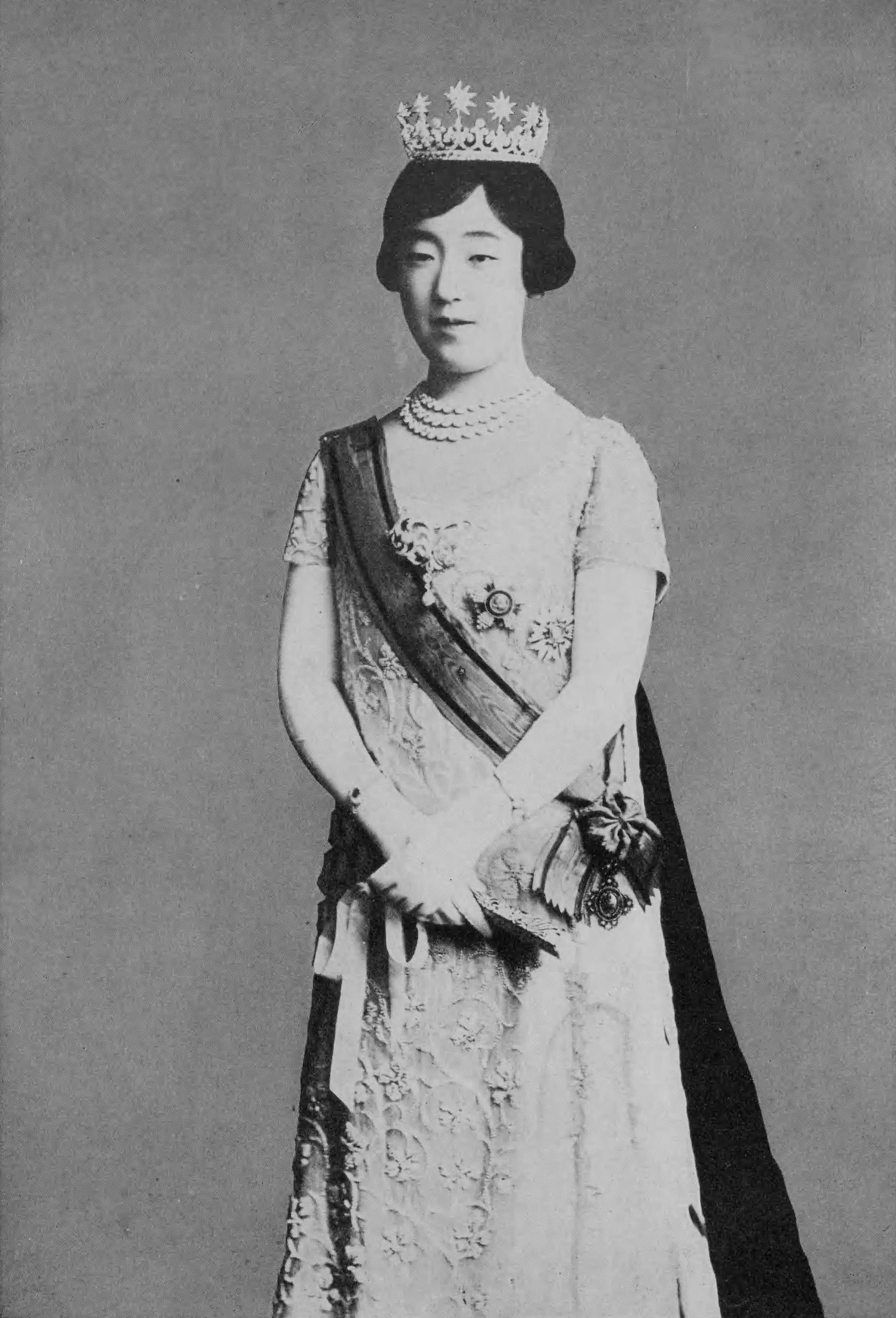
імператриця Кодзюн

## Липень
1 липня — Сара Пейн, жертва резонансного викрадення та вбивства в Західному Сассексі, Англія (*1991)
1 липня — Волтер Метгау, американський актор, продюсер і режисер (*1920)
3 липня — Кемаль Сунал, турецький актор і сценарист (*1944)
4 липня — Ґустав Герлінґ-Ґрудзінський, польський письменник, журналіст, солдат, в'язень ГУЛАГу (*1919)
4 липня — Юрій Хой, радянський та російський музикант, лідер панк-рок-гурту «Сектор Газа» (*1964)
6 липня — Владислав Шпільман, польський піаніст і композитор (*1911)
11 липня — Педро Мір, один із найвидатніших домініканських поетів (*1913)
13 липня — Ян Карський, польсько-американський юрист, дипломат, історик (*1914)
14 липня — Балтер Алла Давидівна, радянська і російська акторка театру та кіно (*1939)
15 липня — Г.Б.Х. Хільтерманн[en], нідерландський журналіст, юрист, політичний оглядач, видавець, історик (*1914)
17 липня — Паскаль Одре, французька актриса та співачка (*1935)
19 липня — Камала Дас Гупта, борчиня за свободу Індії з регіону Бенгалія (*1907)
20 липня — Констанца Енгельбрехт, німецька акторка (*1950)
21 липня — Юсеф Кафіх, єменсько-ізраїльський авторитет у єврейському релігійному праві (*1917)
22 липня — Клод Соте, французький кінорежисер та сценарист (*1924)
23 липня — Вітторіо Мангано, італійський мафіозі (*1940)
23 липня — Кармен Мартін Гайте, іспанська письменниця (*1925)
23 липня — Ахмад Шамлу, іранський поет, письменник, журналіст, дослідник, перекладач (*1925)
29 липня — Рене Фавалоро, аргентинський кардіохірург та педагог (*1923)

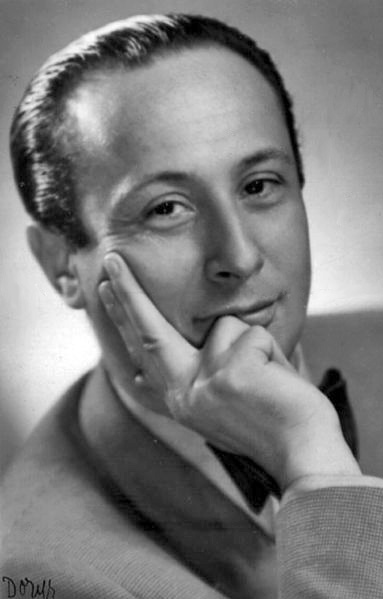
Владислав Шпільман
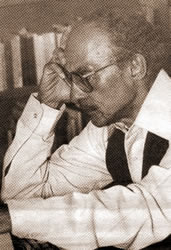
Педро Мір

## Серпень

Алек Гіннесс
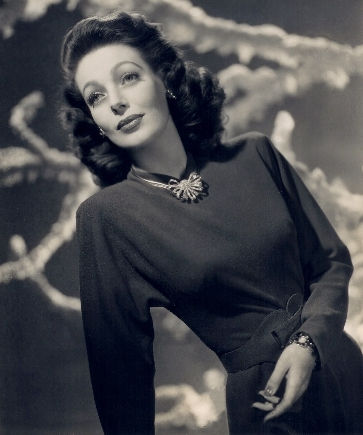
Лоретта Янґ

1 серпня — Алі Сардар Джафрі, індійський письменник мовою урду (*1913)
2 серпня — Чжен Тайцзі, тайванський політик і злочинець (*1959)
3 серпня — Кацумі Кітамура, японський бодібілдер (*1960)
5 серпня — Артуро Дуразо Морено, мексиканський офіцер поліції, фігурант скандалів і корупційних звинувачень (*1918)
5 серпня — Мустафа Метваллі, єгипетський актор кіно й театру (*1949)
5 серпня — Алек Гіннесс, британський актор (*1914)
7 серпня — Мері Енн Маклауд Трамп, дружина американського забудовника Фреда Трампа та мати президента США Дональда Трампа (*1912)
9 серпня — Фуад Серагеддін, єгипетський політик (*1911)
9 серпня — Джон Харсані, американський економіст угорського походження, лауреат Нобелівської премії з економіки 1994 (*1920)
11 серпня — Талал Мадда, саудівський музикант і композитор (*1940)
12 серпня — Лоретта Янґ, американська акторка (*1913)
13 серпня — Назія Хассан, пакистанська співачка, авторка пісень, юристка і громадська діячка (*1965)
18 серпня — Селім Нашіт Озджан, турецький актор (*1928)
21 серпня — Анджей Завада, польський альпініст (*1928)
22 серпня — Абульфаз Ельчибей, президент Азербайджану (1992—1993) (*1938)
22 серпня — Арун Мітра, індійський поет бенгальською мовою (*1909)
24 серпня — Енді Хуг, швейцарський каратист і кікбоксер (*1964)
25 серпня — Карл Баркс, американський карикатурист (*1901)
25 серпня — Прийомихов Валерій Михайлович, радянський російський кіноактор, режисер, сценарист (*1943)
30 серпня — Гюрдал Тосун, турецький актор (*1967)
- Алек Гіннесс
- Лоретта Янґ

## Вересень
3 вересня — Нго В'єт Тху, в'єтнамський архітектор (*1927)
5 вересня — Якутович Георгій В'ячеславович, український митець-графік, ілюстратор (*1930)
6 вересня — Абдул Харіс Насутіон, індонезійський генерал і політик (*1918)
12 вересня — Конрад Куяу, німецький художник і фальсифікатор (*1938)
14 вересня — Хамад Аль-Джассір, саудівський журналіст та історик (*1907)
14 вересня — Чен Кецзе, китайський урядовець і хабарник (*1933)
14 вересня — Єжи Ґедройць, польський публіцист, політик і громадський діяч (*1906)
17 вересня — Пола Єйтс, британська телеведуча та письменниця (*1959)
17 вересня — Гонгадзе Георгій Русланович, український громадський діяч, опозиційний журналіст, радіо та телеведучий, кінорежисер та перекладач грузинського походження (*1969)
18 вересня — Жильбер Карпентьєр, французький продюсер телевізійний розважальних програм (*1920)
20 вересня — Титов Герман Степанович, радянський космонавт, друга радянська людина у космосі (*1935)
22 вересня — Єгуда Аміхай, ізраїльський поет (*1924)
23 вересня — Ян Фемер[nl], голландський злочинець (*1943)
26 вересня — Баден Павелл, бразильський гітарист (*1937)
27 вересня — Френсіс Ванверберг «le Belge», французький злочинець (*1946)
28 вересня — П'єр Трюдо, 15-й прем'єр-міністр Канади з 1968 до 1979 і з 1980 до 1984 р. (*1919)
29 вересня — Джопі Хюйсман[en], нідерландський художник і лахміттяр (*1922)
30 вересня — Мухаммад аль-Дурра, 12-річний палестинець, вбитий під час заворушень у Секторі Гази (* пр. 1988)

Георгій Якутович
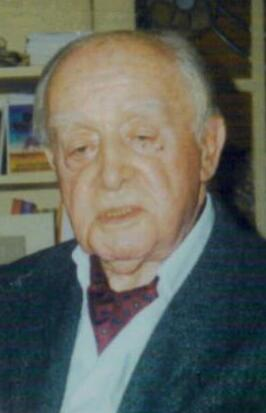
Єжи Ґедройць
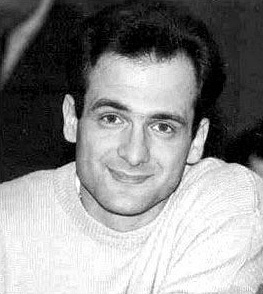
Георгій Гонгадзе
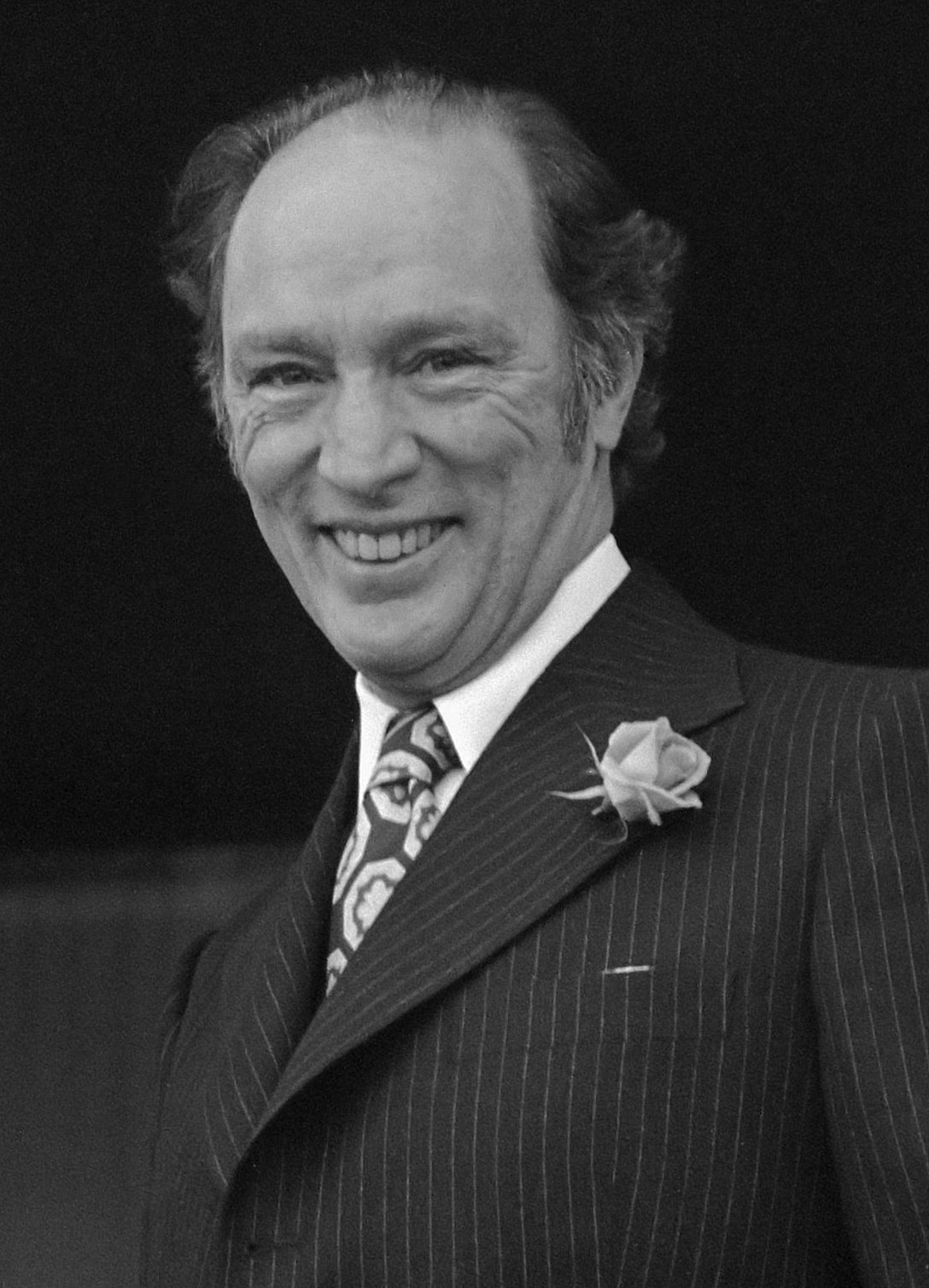
П'єр Трюдо

## Жовтень
1 жовтня — Реджинальд Крей, один із відомих британських злочинців — братів-близнюків (*1933)
1 жовтня — Медхат Йосеф, друзький солдат Прикордонної поліції Ізраїлю (*1981)
2 жовтня — Дунг Ха, в'єтнамська жінка-гангстер (*1965)
2 жовтня — Андріяшик Роман Васильович, український письменник, журналіст (*1933)
4 жовтня — Майкл Сміт, канадський біохімік англійського походження, лауреат Нобелівської премії з хімії 1993 (*1932)
6 жовтня — Річард Фарнсворт, американський актор та каскадер (*1920)
10 жовтня — Сірімаво Бандаранаїке, перша у світі жінка прем'єр-міністр (Шрі-Ланки) у 1960—1965 і 1970—1977 р. (*1916)
10 жовтня — Сем Клеппер[en], голландський гангстер (*1960)
11 жовтня — Берія Серго Лаврентійович, радянський вчений, інженер-конструктор, син Лаврентія Берії (*1924)
13 жовтня — Мухаммед Амін Сафдар, пакистанський мусульманський вчений (*1934)
14 жовтня — Аббас Гарабагі, іранський генерал (*1918)
15 жовтня — Конрад Блох, німецько-американський біохімік, лауреат Нобелівської премії з фізіології або медицини 1964 (*1912)
16 жовтня — Антоніо Феррандіс, іспанський актор (*1921)
18 жовтня — Інга Гілл, шведська кіноактриса (*1925)
18 жовтня — Джулі Лондон, американська джазова співачка, актриса (*1926)
23 жовтня — Йокодзуна, американський професійний борець (*1966)
24 жовтня — Ферейдун Мошірі, перський поет (*1926)
27 жовтня — Ліда Баарова, чеська актриса (*1914)
30 жовтня — Стів Аллен, американський телевізійний і радіоведучий, комік, музикант, композитор, письменник і актор (*1921)
30 жовтня — Фернандо Гутьєррес Барріос, мексиканський політик (*1927)

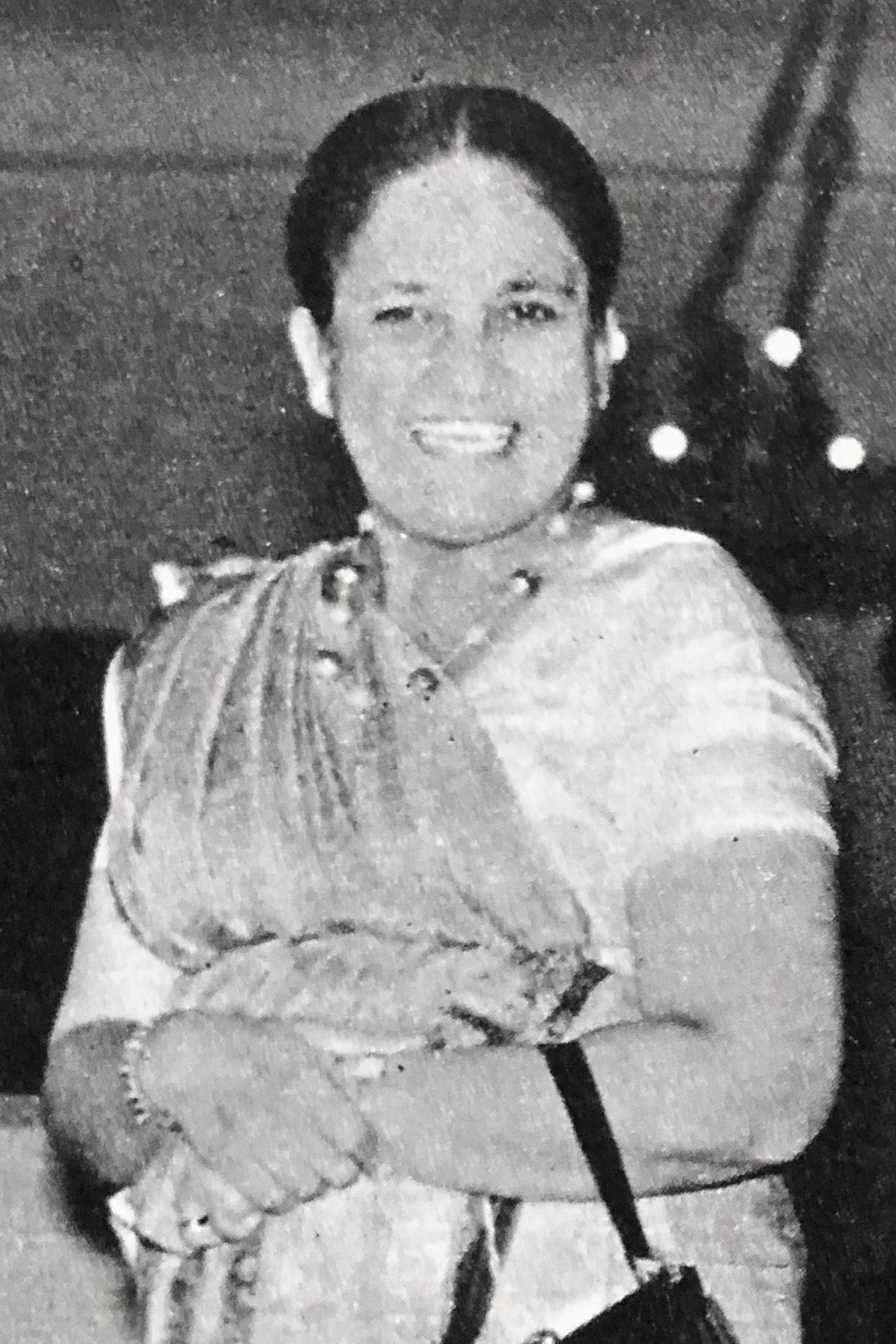
Сірімаво Бандаранаїке
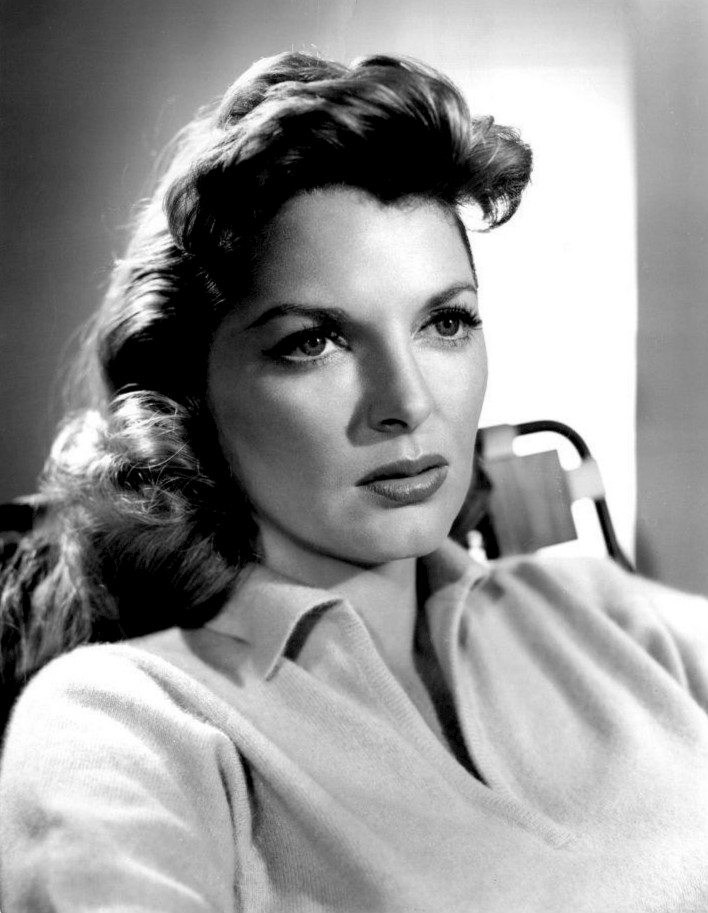
Джулі Лондон

## Листопад
7 листопада — Інгрід Шведська, королева-консорт Данії у 1947—1972 роках (*1910)
10 листопада — Жак Шабан-Дельмас, прем'єр-міністр Франції (1969—1972) (*1915)
12 листопада — Лія Рабин, дружина прем'єр-міністра Ізраїлю Іцхака Рабина (*1928)
15 листопада — Едоардо Аньєллі, син Джанні Аньєллі (*1954)
16 листопада — Ахмет Кая, турецько-курдський фолк-співак (*1957)
17 листопада — Луї Неель, французький фізик, лауреат Нобелівської премії з фізики за 1970 рік (*1904)
18 листопада — Ібо, німецький поп-співак (*1961)
20 листопада — Цвіркунов Василь Васильович, український кінознавець (*1917)
21 листопада — Барбара Соботта, польська легкоатлетка (*1936)
22 листопада — Нареш Мехта, індійський письменник (*1922)
22 листопада — Еміль Затопек, чехословацький легкоатлет (*1922)
29 листопада — Фаріде Ґотбі, іранська громадська діячка (*1920)

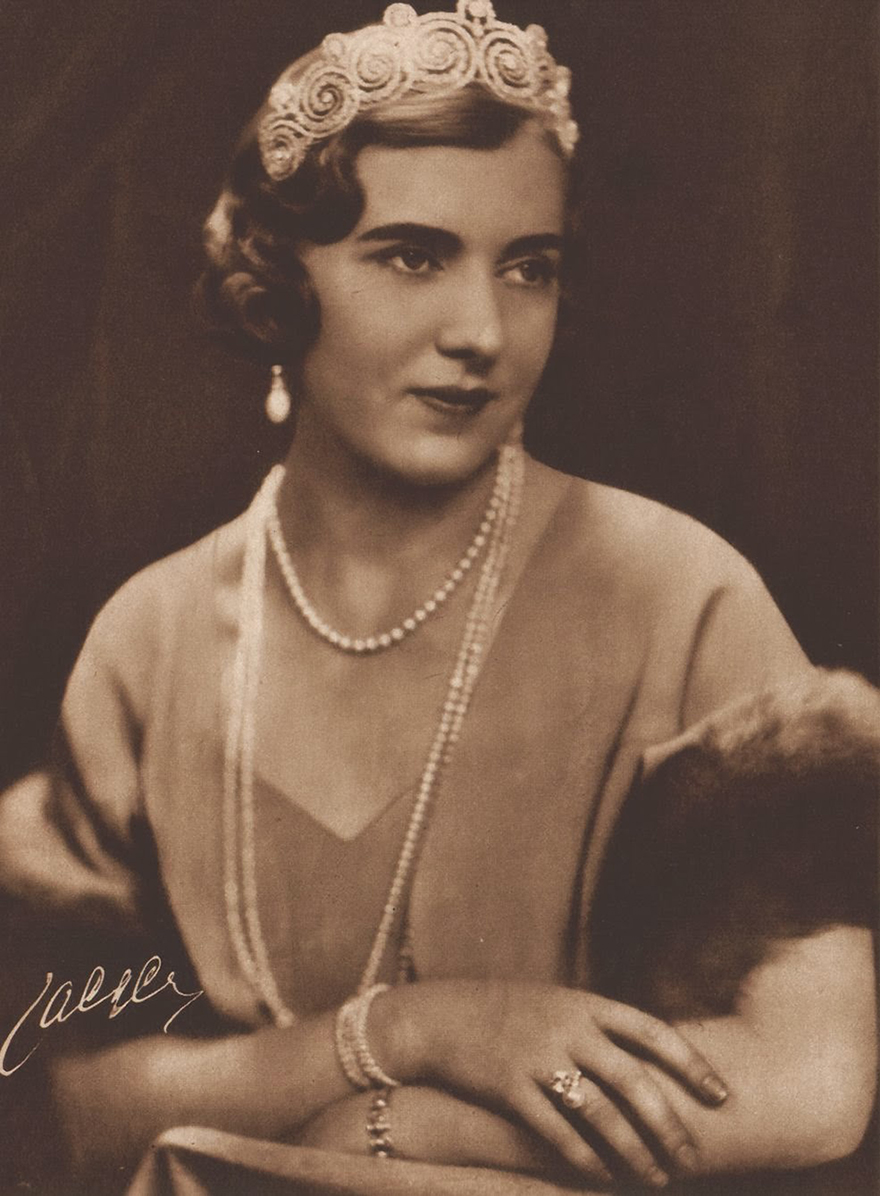
королева Інгрід
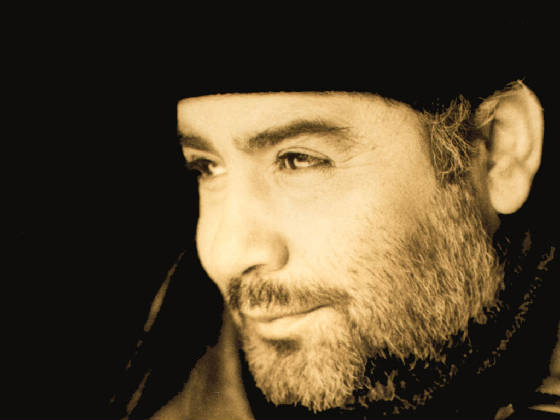
Ахмет Кая

## Грудень
1 грудня — Джек Хемінгуей, канадсько-американський рибалка, захисник природи та письменник; син Ернеста Хемінгуея (*1923)
3 грудня — Ґвендолін Брукс, американська поетеса (*1917)
6 грудня — Вернер Клемперер, німецько-американський актор і музикант (*1920)
6 грудня — Азіз Міан, пакистанський виконавець традиційної поезії каввалі (*1942)
11 грудня — Шайста Сухраварді Ікрамулла, бенгальська пакистанська політикиня, дипломатка і письменниця (*1915)
12 грудня — Лібертад Ламарке, аргентинська акторка і співачка (*1908)
14 грудня — Мирослав (Любачівський), Верховний архієпископ Львівський — предстоятель Української греко-католицької церкви (*1914)
15 грудня — Гур Кішор Ґош, індійський письменник і журналіст (*1923)
16 грудня — Алехандро Муньос Морено («Блакитний демон»), мексиканський професійний борець і актор (*1922)
18 грудня — Кірсті МакКолл, англійська співачка та авторка пісень (*1959)
19 грудня — Карлос Кано, іспанський співак і автор пісень (*1946)
20 грудня — Мірза Гулам Хафіз, бангладешський державний, політичний діяч і філантроп (*1920)
23 грудня — Нур Джехан, пакистанська співачка й актриса (*1926)
24 грудня — Со Чон Чжу, корейський поет і вчений (*1915)
25 грудня — Віллард Ван Орман Квайн, американський філософ та логік (*1908)
26 грудня — Магік, польський репер і музичний продюсер (*1978)
26 грудня — Джейсон Робардс, американський актор (*1922)
31 грудня — Біньямін Зеєв Кахане, ізраїльський ортодоксальний рабин (*1966)

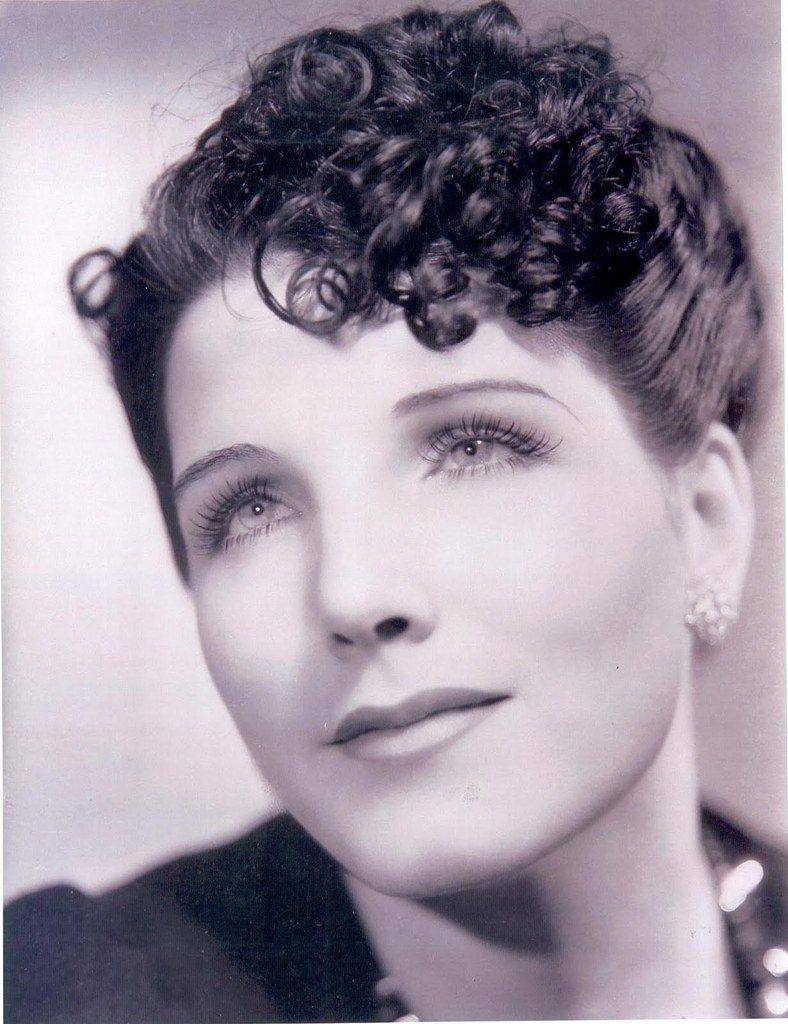
Лібертад Ламарке
Мирослав (Любачівський)
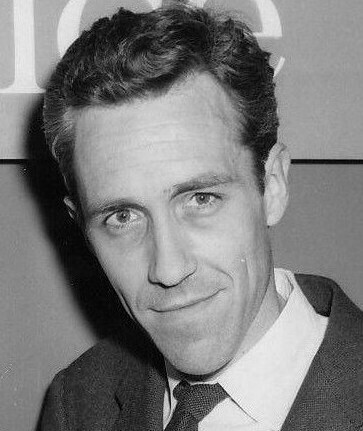
Джейсон Робардс